# نتيشة (بروم ميفع)
'

تعديل مصدري - تعديل

نتيشة هي إحدى قرى عزلة بروم بمديرية بروم ميفع التابعة لمحافظة حضرموت، بلغ تعداد سكانها 54 نسمة حسب تعداد اليمن لعام 2004.